# Netro
Netro là một đô thị ở tỉnh Biella vùng Piedmont của nước Ý, có vị trí cách khoảng 110 km về phía đông bắc của of Torino và khoảng 50 km về phía đông bắc của of Biella. Tại thời điểm ngày 31 tháng 12 năm 2004, đô thị này có dân số 1.010 người và diện tích là 12,6 km².
Đô thị Netro có các frazioni (đơn vị cấp dưới, chủ yếu là làng) Castellazzo and Colla di Netro.
Netro giáp các đô thị: Donato, Graglia, Mongrando.